# Galvanina
Galvanina is een Italiaans merk van flessenwater en frisdranken met vruchtensmaak. De bron van het merk bevindt zich 304,8 meter boven zeeniveau op een heuvel bij de kustplaats Rimini, aan de voet van het  Apennijns gebergte in Noord-Italië.    